# Vidnet
Vidnet (originaltitel Witness) er en amerikansk film fra 1985, instrueret af Peter Weir, hvor Harrison Ford spiller en politibetjent der må skjule sig for nogle korrupte politifolk hos en Amish-familie under opklaringen af et mord. Filmens indledende scener blev indspillet i 30th Street Station i Philadelphia.

## Medvirkende
- Harrison Ford som Det. John Book
- Kelly McGillis som Rachel Lapp
- Josef Sommer som Chief Paul Schaeffer
- Lukas Haas som Samuel Lapp
- Jan Rubes som Eli Lapp
- Alexander Godunov som Daniel Hochleitner
- Danny Glover som Lt. James McFee
- Brent Jennings som Sgt. Elton Carter
- Patti LuPone som Elaine
- Angus MacInnes som Fergie
- Frederick Rolf som Stoltzfus
- Viggo Mortensen som Moses Hochleitner